# 1900年
1900年（1900 ねん）は、西暦（グレゴリオ暦）による、月曜日から始まる平年。明治33年。19世紀最後の年である。暦年が4の倍数であるが閏年に該当しない、現時点で最後の年である。

## 他の紀年法
- 干支 : 庚子
- 日本（月日は一致）
  - 明治33年
  - 皇紀2560年
- 清 : 光緒25年12月1日 - 光緒26年11月10日
- 朝鮮（月日は一致）
  - 大韓帝国 : 光武4年
  - 檀紀4233年
- 阮朝（ベトナム） : 成泰11年12月1日 - 成泰12年11月10日
- 仏滅紀元 : 2442年10月1日 - 2443年10月11日
- ヒジュラ暦（イスラム暦）: 1317年8月28日 - 1318年9月9日
- ユダヤ暦 : 5660年5月1日 - 5661年4月9日
- 修正ユリウス日(MJD) : 15020 - 15384
- リリウス日(LD) : 115861 - 116225

※檀紀は、大韓民国で1948年に法的根拠を与えられたが、1962年からは公式な場では使用されていない。

## カレンダー
| 1月 |    |    |    |    |    |    |
| 日  | 月 | 火 | 水 | 木 | 金 | 土 |
|     | 1  | 2  | 3  | 4  | 5  | 6  |
| 7   | 8  | 9  | 10 | 11 | 12 | 13 |
| 14  | 15 | 16 | 17 | 18 | 19 | 20 |
| 21  | 22 | 23 | 24 | 25 | 26 | 27 |
| 28  | 29 | 30 | 31 |    |    |    |
|     |    |    |    |    |    |    |

| 2月 |    |    |    |    |    |    |
| 日  | 月 | 火 | 水 | 木 | 金 | 土 |
|     |    |    |    | 1  | 2  | 3  |
| 4   | 5  | 6  | 7  | 8  | 9  | 10 |
| 11  | 12 | 13 | 14 | 15 | 16 | 17 |
| 18  | 19 | 20 | 21 | 22 | 23 | 24 |
| 25  | 26 | 27 | 28 |    |    |    |
|     |    |    |    |    |    |    |

| 3月 |    |    |    |    |    |    |
| 日  | 月 | 火 | 水 | 木 | 金 | 土 |
|     |    |    |    | 1  | 2  | 3  |
| 4   | 5  | 6  | 7  | 8  | 9  | 10 |
| 11  | 12 | 13 | 14 | 15 | 16 | 17 |
| 18  | 19 | 20 | 21 | 22 | 23 | 24 |
| 25  | 26 | 27 | 28 | 29 | 30 | 31 |
|     |    |    |    |    |    |    |

| 4月 |    |    |    |    |    |    |
| 日  | 月 | 火 | 水 | 木 | 金 | 土 |
| 1   | 2  | 3  | 4  | 5  | 6  | 7  |
| 8   | 9  | 10 | 11 | 12 | 13 | 14 |
| 15  | 16 | 17 | 18 | 19 | 20 | 21 |
| 22  | 23 | 24 | 25 | 26 | 27 | 28 |
| 29  | 30 |    |    |    |    |    |
|     |    |    |    |    |    |    |

| 5月 |    |    |    |    |    |    |
| 日  | 月 | 火 | 水 | 木 | 金 | 土 |
|     |    | 1  | 2  | 3  | 4  | 5  |
| 6   | 7  | 8  | 9  | 10 | 11 | 12 |
| 13  | 14 | 15 | 16 | 17 | 18 | 19 |
| 20  | 21 | 22 | 23 | 24 | 25 | 26 |
| 27  | 28 | 29 | 30 | 31 |    |    |
|     |    |    |    |    |    |    |

| 6月 |    |    |    |    |    |    |
| 日  | 月 | 火 | 水 | 木 | 金 | 土 |
|     |    |    |    |    | 1  | 2  |
| 3   | 4  | 5  | 6  | 7  | 8  | 9  |
| 10  | 11 | 12 | 13 | 14 | 15 | 16 |
| 17  | 18 | 19 | 20 | 21 | 22 | 23 |
| 24  | 25 | 26 | 27 | 28 | 29 | 30 |
|     |    |    |    |    |    |    |

| 7月 |    |    |    |    |    |    |
| 日  | 月 | 火 | 水 | 木 | 金 | 土 |
| 1   | 2  | 3  | 4  | 5  | 6  | 7  |
| 8   | 9  | 10 | 11 | 12 | 13 | 14 |
| 15  | 16 | 17 | 18 | 19 | 20 | 21 |
| 22  | 23 | 24 | 25 | 26 | 27 | 28 |
| 29  | 30 | 31 |    |    |    |    |
|     |    |    |    |    |    |    |

| 8月 |    |    |    |    |    |    |
| 日  | 月 | 火 | 水 | 木 | 金 | 土 |
|     |    |    | 1  | 2  | 3  | 4  |
| 5   | 6  | 7  | 8  | 9  | 10 | 11 |
| 12  | 13 | 14 | 15 | 16 | 17 | 18 |
| 19  | 20 | 21 | 22 | 23 | 24 | 25 |
| 26  | 27 | 28 | 29 | 30 | 31 |    |
|     |    |    |    |    |    |    |

| 9月 |    |    |    |    |    |    |
| 日  | 月 | 火 | 水 | 木 | 金 | 土 |
|     |    |    |    |    |    | 1  |
| 2   | 3  | 4  | 5  | 6  | 7  | 8  |
| 9   | 10 | 11 | 12 | 13 | 14 | 15 |
| 16  | 17 | 18 | 19 | 20 | 21 | 22 |
| 23  | 24 | 25 | 26 | 27 | 28 | 29 |
| 30  |    |    |    |    |    |    |
|     |    |    |    |    |    |    |

| 10月 |    |    |    |    |    |    |
| 日   | 月 | 火 | 水 | 木 | 金 | 土 |
|      | 1  | 2  | 3  | 4  | 5  | 6  |
| 7    | 8  | 9  | 10 | 11 | 12 | 13 |
| 14   | 15 | 16 | 17 | 18 | 19 | 20 |
| 21   | 22 | 23 | 24 | 25 | 26 | 27 |
| 28   | 29 | 30 | 31 |    |    |    |
|      |    |    |    |    |    |    |

| 11月 |    |    |    |    |    |    |
| 日   | 月 | 火 | 水 | 木 | 金 | 土 |
|      |    |    |    | 1  | 2  | 3  |
| 4    | 5  | 6  | 7  | 8  | 9  | 10 |
| 11   | 12 | 13 | 14 | 15 | 16 | 17 |
| 18   | 19 | 20 | 21 | 22 | 23 | 24 |
| 25   | 26 | 27 | 28 | 29 | 30 |    |
|      |    |    |    |    |    |    |

| 12月 |    |    |    |    |    |    |
| 日   | 月 | 火 | 水 | 木 | 金 | 土 |
|      |    |    |    |    |    | 1  |
| 2    | 3  | 4  | 5  | 6  | 7  | 8  |
| 9    | 10 | 11 | 12 | 13 | 14 | 15 |
| 16   | 17 | 18 | 19 | 20 | 21 | 22 |
| 23   | 24 | 25 | 26 | 27 | 28 | 29 |
| 30   | 31 |    |    |    |    |    |
|      |    |    |    |    |    |    |

## できごと

### 1月
- 1月2日 - 初の電気バスがニューヨーク市で開業
- 1月14日 - ジャコモ・プッチーニ歌劇「トスカ」初演（コスタンツィ劇場）
- 1月15日 - 東京市がペスト予防のため鼠の買上げを開始（1匹あたり5銭）
- 1月17日 - 凸版印刷創業
- 1月23日
  - 光明寺村女工焼死事件発生
  - 玉置半右衛門を中心とした八丈島からの開拓団により、大東諸島の開拓が開始される。
- 1月27日 - 各国公使団が清国に義和団の鎮圧を要求
- 1月28日 - 社会主義協会発足

### 2月
- 2月9日 - ドワイト・デービスがデビスカップを創設
- 2月13日 - 足尾銅山鉱毒事件の被害者農民らが東京へ陳情へゆく途中で警官隊と衝突（川俣事件）
- 2月16日 - 北海道拓殖銀行が特殊銀行として設立。
- 2月25日 - 福澤諭吉、『時事新報』で「修身要領」を発表
- 2月27日 - 英国で労働代表委員会（後の労働党）発足

### 3月
- 3月7日 - 未成年者喫煙禁止法（現: 二十歳未満ノ者ノ喫煙ノ禁止ニ関スル法律）公布（4月1日施行）
- 3月10日 - 治安警察法公布（3月30日施行）
- 3月29日 - 衆議院議員選挙法改正（選挙権が直接国税15円以上から10円以上に引き下げ）

### 4月
- 4月4日 - 英国皇太子（後のエドワード7世）暗殺未遂
- 4月8日
  - 山陽鉄道が一等寝台車を導入（初の寝台車）
  - 井上円了「漢字不可廃論」発行
- 4月11日 - 米海軍が初の潜水艦ホーランドを取得（就役10月12日）
- 4月15日 - パリ万国博覧会開催（ - 11月15日）

### 5月
- 5月1日 - 東京電気鉄道（後の東京市電、現在の都電）設立
- 5月10日
  - 皇太子嘉仁（後の大正天皇）が九条節子と結婚
  - 鉄道唱歌発行（東海道篇）
- 5月14日 - パリ五輪（第2回夏季オリンピック大会）開催（ - 10月28日）
- 5月15日 - マルコーニ国際海洋通信会社がドイツのボルクム島灯台海岸局、ボルクム・リフ灯台船無線局、カイザー・ヴィルヘルム・デア・グローセ号で世界初の海上移動の公衆通信（電報）サービスを創業。
- 5月16日 - アーサー・エヴァンズがクノッソス遺蹟を発見
- 5月19日
  - 陸軍省・海軍省官制改正（軍部大臣現役武官制）
  - 京都法政学校（後の立命館大学）創立（中川小十郎）
  - 英国がトンガを保護国化
- 5月29日 - 米国オーチス・エレベーター社がエスカレーターを商標登録

### 6月

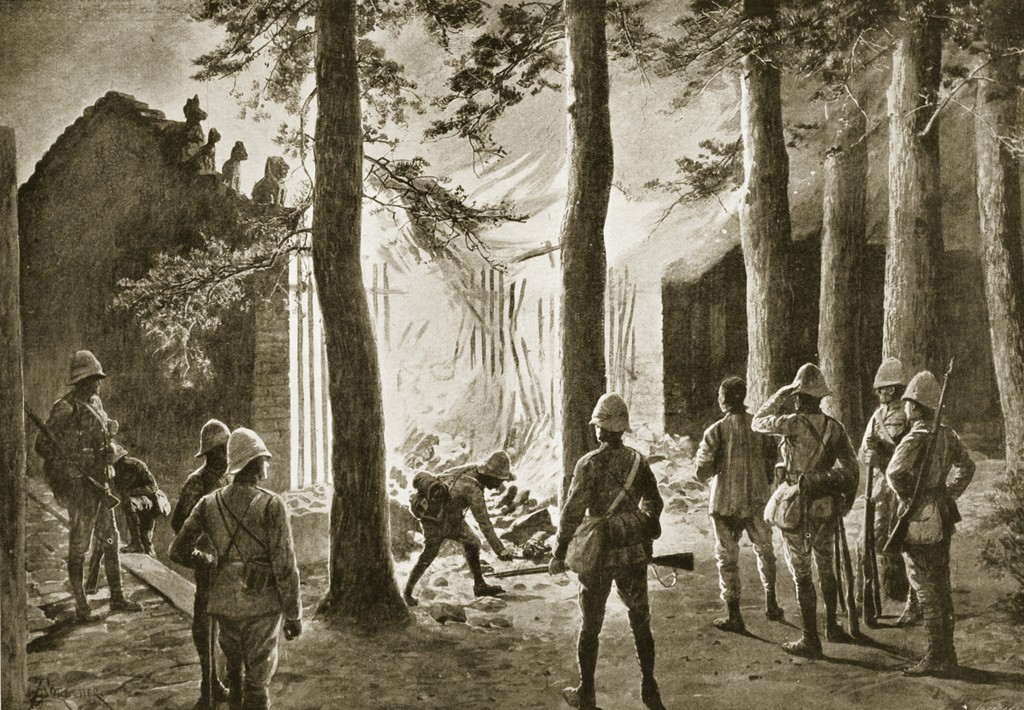
義和団の乱。イギリス軍による焼き討ちによって炎上する寺院

- 6月20日 - 義和団が北京各国公使館を包囲しドイツ公使を含む数百人の欧米人を殺害
- 6月21日 - 義和団の乱: 清が日本など8か国に宣戦布告
- 6月26日 - 台湾協会学校（後の拓殖大学）創立（桂太郎）

### 7月
- 7月2日
  - ツェッペリンが初飛行（ボーデン湖）[1]
  - ジャン・シベリウス交響詩「フィンランディア」初演
- 7月9日 - ヴィクトリアがオーストラリア憲法を承認
- 7月10日 - キリスト教雑誌『新人』創刊（主筆・海老名弾正）
- 7月19日 - パリ万国博覧会会期中にパリの地下鉄が開通
- 7月29日 - イタリア国王ウンベルト1世暗殺される

### 8月
- 8月8日 - 第1回国別テニス大会（後のデビスカップ）開催（ - 8月10日）
- 8月14日 - 義和団の乱: 連合軍が北京総攻撃開始（翌日陥落）
- 8月30日 - 幸徳秋水「自由党を祭る文」発表（萬朝報）

### 9月
- 9月1日 - 大倉商業学校（後の東京経済大学）開校（創立者：大倉喜八郎）
- 9月8日
  - 米国ガルベストンがハリケーンで壊滅（死者六千名以上）
  - 夏目漱石が大日本帝国文部省留学生として英国に留学
- 9月11日 - 日本初の自動公衆電話が東京の新橋駅と上野駅、熊本市内に設置
- 9月13日 - 米比戦争: プラン・ルパの戦い
- 9月14日 - 女子英学塾（後の津田塾大学）開校（創立者：津田梅子）
- 9月15日 - 立憲政友会結成
- 9月17日 - 米比戦争: マビタクの戦い

### 10月
- 10月1日 - 日本橋簡易商業夜学校開設
- 10月4日 - 第2次山縣内閣総辞職
- 10月14日 - ジークムント・フロイトの『夢判断』が出版される
- 10月18日 - 義和団の乱: 北京列国公使会議開催
- 10月19日 - 第4次伊藤内閣成立
- 10月?日 - 館林製粉（後の横浜に日清製粉（初代）設立。後に合併し、商号を日清製粉（2代）を経て、現・株式会社日清製粉グループ本社並びに完全子会社・日清製粉（3代））設立
- 10月?日 - 大韓帝国軍と柳麟錫の義兵や義和団余力による武力衝突。

### 11月
- 11月3日 - 初のモーターショーがニューヨーク市マディソン・スクエア・ガーデンで開催
- 11月6日 - 米国大統領選挙でマッキンリーが再選
- 11月8日 - 大日本帝国海軍の戦艦、三笠の進水式

### 12月
- 12月5日 - 東京女医学校（後の東京女子医科大学）創立
- 12月7日 - マックス・プランクが黒体輻射の法則を発見
- 12月14日 - マックス・プランクがプランクの法則と共にエネルギーの量子化に関する概念（エネルギー量子仮説）を提唱
- 12月22日 - 星亨逓信相辞職（東京市会汚職事件、後任原敬）
- 12月23日 - 桂太郎陸相辞職（後任児玉源太郎）
- 12月25日 - 第15議会召集
- 12月31日 - 福澤諭吉の提案で、翌年の幕明けにかけて慶應義塾生らと「19世紀・20世紀送迎会」を開催

### 日付不詳
- ダフィット・ヒルベルトがパリで行われた国際数学者会議において、「ヒルベルトの23の問題」を発表
- カール・ラントシュタイナーがABO式血液型を発見。翌年、論文発表された[注釈 2]。
- ポール・ヴィラールは、透過性が高く電荷を持たない放射線を発見（=gamma ray（ガンマ線）:1903年、ラザフォードにより命名）
- 高峰譲吉と助手の上中敬三がウシの副腎からアドレナリンを世界で初めて結晶化
- 潘佩珠ら（いずれも科挙合格者）は「新党」結成
  - 「維新運動」:商会を設立、郷村に小学校設立、新学会設立、演説会設立、植樹会設立、短髪・洋服会設立、養蚕会設立など。

## 思想
- 2月 - フォルケルト「審美新設」日本語訳
- 3月 - 姉崎正治「宗教学概論」
- 新渡戸稲造 Bushido The Soul of Japan（「武士道」）。名著とされているが、米国滞在中にトランプ遊びに興じながら口述したのである。
- 内村鑑三が「聖書之研究」を創刊
- エドムント・フッサール「論理学研究」
- アンリ・ベルクソン「笑い」

## 誕生

### 1月
- 1月1日 - ザビア・クガート、 スペイン出身で アメリカ合衆国で活躍したルンバミュージシャン（+ 1990年）
- 1月1日 - 杉原千畝、 日本の外交官（+ 1986年）
- 1月1日 - フップ・ファン・ドールネ、 オランダの技術者（+ 1979年）
- 1月2日 - 伊丹万作、 日本の映画監督（+ 1946年）
- 1月2日 - 大崎史郎、 日本の俳優（+1967年）
- 1月2日 - レスリー・ペルチャー、アマチュア天文学者（+ 1980年）
- 1月2日 - ウィリアム・ヘインズ、 アメリカ合衆国の俳優、インテリア・デザイナー（+1973年）
- 1月3日 - モーリス・ジョベール、 フランスの作曲家（+1940年）
- 1月4日 - ジェームズ・ボンド、 アメリカ合衆国の鳥類学者（+1989年）
- 1月5日 - イヴ・タンギー、 フランスの画家（+ 1955年）
- 1月6日 - ピエール＝オクターヴ・フェルー、 フランスの作曲家・音楽評論家（+ 1936年）
- 1月6日 - エマニュエル・ダスティエ、 フランスのジャーナリスト、レジスタンス（+ 1969年）
- 1月12日 - 柳瀬正夢、 日本の美術家・画家・デザイナー・舞台芸術家（+ 1945年）
- 1月13日 - 清瀬保二、 日本の作曲家（+ 1981年）
- 1月13日 - 清水川元吉、力士・大関（+ 1967年）
- 1月14日 - 東海林武雄、 日本の実業家。旭電化工業社長・日本専売公社（現日本たばこ産業）総裁（+ 1988年）
- 1月15日 - 榊田敬二、 日本の俳優（+ 没年月日不詳）
- 1月16日 - エーディト・フランク、アンネ・フランクの母（+ 1945年）
- 1月16日 - 網野菊、 日本の作家（+ 1978年）
- 1月16日 - 栗原浩、 日本の政治家。埼玉県知事（+ 1978年）
- 1月17日 - 長谷川海太郎、 日本の小説家（+ 1935年）
- 1月17日 - 細川隆元、 日本の政治家・政治評論家（+ 1994年）
- 1月17日 - 高砂松子、宝塚歌劇団卒業生（+ 没年不明）
- 1月18日 - ジョージ・カルナン、 アメリカ合衆国の海軍士官、フェンシング選手（+ 1933年）
- 1月21日 - 江口隆哉、 日本のダンサー（+ 1977年）
- 1月22日 - エルンスト・ブッシュ、 ドイツの歌手、俳優（+ 1980年）
- 1月23日 - 神重徳、 日本の軍人（+ 1945年）
- 1月24日 - 小林ハル、 日本の瞽女（+ 2005年）
- 1月25日 - 石坂洋次郎、 日本の小説家（+ 1986年）
- 1月25日 - テオドシウス・ドブジャンスキー、 ウクライナ出身の アメリカ合衆国の遺伝学者・進化生物学者（+ 1975年）
- 1月25日 - 銭村健一郎、 日本の野球選手、野球指導者（+ 1968年）
- 1月26日 - カール・リステンパルト、 ドイツ出身の指揮者（+ 1967年）
- 1月27日 - 賀陽宮恒憲王、皇族（+ 1978年）
- 1月27日 - 小森宗太郎、 日本のティンパニー奏者（+ 1975年）
- 1月28日 - 植木庚子郎、 日本の政治家・法務大臣・大蔵大臣（+ 1980年）
- 1月29日 - マルコ・タイチェヴィチ、 セルビアの作曲家・教育者・音楽評論家（+ 1984年）
- 1月30日 - イサーク・ドゥナエフスキー、 ウクライナ出身のソビエト連邦の作曲家、指揮者（+ 1955年）
- 1月31日 - 小日向白朗、 日本の馬賊（+ 1982年）

### 2月
- 2月4日 - ジャック・プレヴェール、 フランスの詩人・脚本家（+ 1977年）
- 2月4日 - デイヴィッド・マッケンドリー・キー、 アメリカ合衆国の外交官（+ 1988年）
- 2月5日 - アドレー・スティーブンソン、 アメリカ合衆国の政治家（+ 1965年）
- 2月11日 - 戸田城聖、 日本の宗教家・創価学会第2代会長（+ 1958年）
- 2月11日 - ハンス・ゲオルク・ガダマー、 ドイツの哲学者（+ 2002年）
- 2月12日 - ワシーリー・チュイコフ、ソビエト連邦の軍人（+ 1982年）
- 2月13日 - 中村俊定、 日本の俳諧研究者（+ 1984年）
- 2月13日 - 徳安実蔵、 日本の政治家・総理府総務長官・郵政大臣（+ 1988年）
- 2月14日 - 中井正一、 日本の美学者、評論家（+ 1952年）
- 2月15日 - コリン・マクフィー、 カナダの音楽学者（+ 1964年）
- 2月17日 - ルース・クリフォード、 アメリカ合衆国の女優（+ 1998年）
- 2月20日 - 大江文子、宝塚歌劇団卒業生（+ 没年不明）
- 2月20日 - 今井三子、 日本の植物学者、細菌学者（+1976年）
- 2月21日 - 永田耕衣、 日本の俳人・評論家（+ 1997年）
- 2月22日 - ルイス・ブニュエル、 スペイン出身の映画監督（+ 1983年）
- 2月22日 - ジェームズ・シスネット、 バルバドスの男性長寿世界第2位だった人物（+ 2013年）
- 2月24日 - 中井正一、 日本の美学者・評論家・社会運動家（+ 1952年）
- 2月25日 - 大塚敬節、 日本の医師（+ 1980年）
- 2月26日 - ハリナ・コノパッカ、 ポーランドの陸上競技選手（+ 1989年）
- 2月27日 - 西谷啓治、 日本の哲学者（+ 1990年）

### 3月
- 3月1日 - 木村有香、 日本の植物学者（+ 1996年）
- 3月1日 - 鈴木傳明、 日本の俳優（+ 1985年）
- 3月1日 - 横山一郎、 日本の軍人（+ 1993年）
- 3月2日 - クルト・ヴァイル、 ドイツの作曲家（+ 1950年）
- 3月3日 - 石原文雄、 日本の作家・英文学者（+ 1971年）
- 3月4日 - ハーバート・ビーバーマン、 アメリカ合衆国の映画監督・脚本家（+ 1971年）
- 3月6日 - ジーナ・チーニャ、 フランス出身のイタリア系フランス人のソプラノ歌手（+ 2001年）
- 3月6日 - レフティ・グローブ、 アメリカ合衆国のメジャーリーガー（+ 1975年）
- 3月7日 - 英百合子、 日本の女優（+ 1970年）
- 3月7日 - ハーバート・ジョージ・ブルーマー、 アメリカ合衆国の社会学者・社会心理学者（+ 1987年）
- 3月7日 - フリッツ・ロンドン、 ドイツの物理学者（+ 1954年）
- 3月8日 - ハワード・エイケン、 アメリカ合衆国の技術者（+ 1973年）
- 3月9日 - トミスラヴ2世、クロアチア国王（+ 1948年）
- 3月9日 - 常陸岩英太郎、力士・大関（+ 1957年）
- 3月10日 - ヴァイオレット・ブラウン、 ジャマイカの世界最高齢だった人物（+ 2017年）
- 3月11日 - アルフレード・ディナーレ、 イタリアの自転車競技選手（+ 1976年）
- 3月12日 - リヌス・ファンデンベルゲ、 オランダの陸上競技選手（+ 1972年）
- 3月13日 - テッド・シアーズ、 アメリカ合衆国の脚本家（+ 1958年）
- 3月13日 - ベーラ・グットマン、 ハンガリーの元サッカー選手、指導者（+ 1981年）
- 3月13日 - 島マス、 日本の教育者（+ 1988年）
- 3月13日 - サローテ・トゥポウ3世、トンガ女王（+ 1965年）
- 3月13日 - イオルゴス・セフェリス、 ギリシャの詩人。ノーベル文学賞受賞者（+ 1971年）
- 3月15日 - 富木謙治、 日本の武道家（合気道・柔道）（+ 1979年）
- 3月16日 - 渡辺紳一郎、 日本の新聞記者（+ 1978年）
- 3月17日 - アルフレッド・ニューマン、 アメリカ合衆国の映画音楽作曲家（+ 1970年）
- 3月17日 - マヌエル・プラサ、 チリの陸上競技選手（+ 1969年）
- 3月19日 - フレデリック・ジョリオ＝キュリー、 フランスの原子物理学者・ノーベル化学賞受賞者（+ 1958年）
- 3月20日 - 太田光二、 日本の政治家（+ 1973年[2]）
- 3月21日 - パウル・クレツキ、 ポーランドの指揮者・作曲家（+ 1973年）
- 3月23日 - エーリヒ・フロム、 ドイツの社会心理学者・精神分析学者・哲学者（+ 1980年）
- 3月24日 - 小山富士夫、 日本の陶磁器研究家（+ 1975年）
- 3月25日 - 森永太平、 日本の森永製菓第3代社長（+ 1983年）
- 3月28日 - 寿岳文章、 日本の英文学者・随筆家（+ 1992年）
- 3月29日 - チャールズ・エルトン、 イギリスの動物学者（+ 1991年）
- 3月31日 - ヘンリー (グロスター公)、 オーストラリアの総督（+ 1974年）

### 4月
- 4月3日 - カミール・シャムーン、 レバノンの政治家（+ 1987年）
- 4月3日 - アルバート・イングハム、 イギリスの数学者（+ 1967年）
- 4月4日 - 市村清、 日本の実業家（+ 1968年）
- 4月5日 - スペンサー・トレイシー、 アメリカ合衆国の俳優（+ 1967年）
- 4月5日 - ヘルベルト・バイヤー、 オーストリア- アメリカ合衆国の画家、デザイナー、写真家（+ 1985年）
- 4月6日 - 木村守江、 日本の政治家・福島県知事（+ 1996年）
- 4月6日 - 白井鐵造、 日本の演出家・振付師（+ 1983年）
- 4月6日 - 齋田梅亭、 日本の截金師（+ 1981年）
- 4月8日 - 御木徳近、 日本の宗教家（+ 1983年）
- 4月9日 - 大間知篤三、 日本の民俗学者（+ 1970年）
- 4月10日 - アーノルド・ベックマン、 アメリカ合衆国の化学者、発明家、投資家、慈善家（+ 2004年）
- 4月10日 - ジャン・デュヴュザー、 ベルギーの政治家（+ 1977年）
- 4月11日 - 中村汀女、 日本の俳人（+ 1988年）
- 4月11日 - マーライ・シャーンドル、 ハンガリーの作家、ジャーナリスト（+ 1989年）
- 4月12日 - 進藤章、 日本の画家（+ 1976年）
- 4月13日 - 飯田慶三、 日本の実業家。髙島屋会長（+ 1993年）
- 4月14日 - 中村芝鶴、歌舞伎役者（+ 1981年）
- 4月15日 - 山本丘人、日本画家（+ 1986年）
- 4月19日 - アレクサンドル・プトゥシコ、ソビエト連邦のアニメーション映画監督（+ 1973年）
- 4月21日 - ハンス・フリッチェ、 ドイツのジャーナリスト、ナチスドイツの国民啓蒙・宣伝省新聞局長・ラジオ放送局長（+ 1953年）
- 4月23日 - ジム・ボトムリー、 アメリカ合衆国のメジャーリーガー（+ 1959年）
- 4月25日 - ヴォルフガング・パウリ、 オーストリア生まれの スイスの物理学者・ノーベル物理学賞受賞者（+ 1958年）
- 4月26日 - ハック・ウィルソン、 アメリカ合衆国のメジャーリーガー（+ 1948年）
- 4月26日 - チャールズ・リヒター、 アメリカ合衆国の地震学者（+ 1985年）
- 4月28日 - モーリス・トレーズ、 フランスの政治家（+ 1964年）
- 4月28日 - ヤン・オールト、 オランダの天文学者・天体物理学者（+ 1992年）
- 4月28日 - ハインリヒ・ミュラー、ナチス指導者（+ 没年不詳）
- 4月28日 - 石中象治、 日本のドイツ文学者、九州大学名誉教授（+ 1981年）
- 4月30日 - 野呂栄太郎、 日本の経済学者（+ 1934年）
- 4月30日 - デヴィッド・マナーズ、 カナダの俳優（+ 1998年）

### 5月
- 5月1日 - イニャツィオ・シローネ、 イタリアの小説家、政治家（+ 1978年）
- 5月3日 - 島田啓三、 日本の漫画家（+ 1973年）
- 5月5日 - ハンス・シュミット＝イッセルシュテット、 ドイツの指揮者（+ 1973年）
- 5月5日 - 平野威馬雄、 日本の詩人・フランス文学者（+ 1986年）
- 5月6日 - アブラハム・シュロンスキー、 ウクライナ出身の イスラエルの詩人・編集者・翻訳家（+ 1973年）
- 5月10日 - セシリア・ペイン＝ガポーシュキン、 イギリスの天文学者（+ 1979年）
- 5月12日 - ヘレーネ・ヴァイゲル、 オーストリアの俳優（+ 1971年）
- 5月13日 - カール・ヴォルフ、ナチス・ドイツ親衛隊（SS）の将軍（+ 1984年）
- 5月15日 - 西東三鬼、 日本の俳人（+ 1962年）
- 5月17日 - 松山金嶺、 日本のビリヤード選手（+1953年）
- 5月21日 - 赤松貞雄、 日本の軍人・首相秘書官（+ 1982年）
- 5月22日 - 西角井正慶、 日本の国文学者（+ 1970年）
- 5月23日 - ハンス・フランク、 ドイツの軍人（+ 1946年）
- 5月25日 - 佐々木更三、 日本の政治家・日本社会党委員長（+ 1985年）
- 5月25日 - 杉本五郎、 日本の軍人（+ 1937年）
- 5月29日 - デイヴィッド・マクスウェル・ファイフ (初代キルミュア伯爵)、 イギリスの政治家、法律家、貴族（+ 1967年）
- 5月30日 - カルロス・ラウール・ビリャヌエバ、 アメリカ合衆国の建築家（+ 1975年）

### 6月
- 6月1日 - 大藤信郎、 日本のアニメーション作家（+ 1961年）
- 6月3日 - 北川冬彦、 日本の詩人・映画評論家（+ 1990年）
- 6月5日 - ガーボル・デーネシュ、 ハンガリー系 イギリス人の物理学者（+ 1979年）
- 6月8日 - ジョージ・アンタイル、 アメリカ合衆国の作曲家・ピアニスト（+ 1959年）
- 6月10日 - 内田守、 日本の医者（+ 1982年）
- 6月12日 - アマデオ・ロルダン、 キューバの作曲家・ヴァイオリニスト（+ 1939年）
- 6月13日 - 二村定一、 日本の歌手・ボードビリアン（+ 1948年）
- 6月15日 - オットー・ルーニング、 アメリカ合衆国の作曲家（+ 1996年）
- 6月16日 - 小早川欣吾、 アメリカ合衆国の法学者（+ 1944年）
- 6月17日 - マルティン・ボルマン、 ドイツの政治家・軍人（+ 1945年）
- 6月21日 - 崔庸健、朝鮮半島の独立運動家で 北朝鮮の政治家、軍人（+ 1976年）
- 6月24日 - ジョージア・ヘイル、 アメリカ合衆国の女優（+ 1985年）
- 6月25日 - ルイス・マウントバッテン、 イギリスの軍人（+ 1979年）
- 6月25日 - 山野忠彦、 日本の樹医（+ 1998年）
- 6月26日 - 阿部金剛、 日本の洋画家（+ 1968年）
- 6月29日 - アントワーヌ・ド・サン＝テグジュペリ、 フランスの作家・飛行機乗り（+ 1944年）
- 6月30日 - ベアトリクス・ローラン、 アメリカ合衆国のフィギュアスケート選手（+ 1975年）

### 7月
- 7月2日 - 倉石忠雄、 日本の政治家・労働大臣・農林大臣・法務大臣（+ 1986年）
- 7月3日 - アレッサンドロ・ブラゼッティ、 イタリアの映画監督（+ 1987年）
- 7月4日 - 中谷宇吉郎、 日本の物理学者・随筆家（+ 1962年）
- 7月4日 - ロベール・デスノス、 フランスの詩人、放送作家、映画・音楽評論家、ジャーナリスト（+ 1945年）
- 7月5日 - 山階芳麿、皇族・軍人・鳥類学者（+ 1989年）
- 7月5日 - 小田嶽夫、 日本の小説家（+ 1979年）
- 7月8日 - 西久保豊成、 日本の軍人（+ 1927年）
- 7月8日 - ジョージ・アンタイル、 アメリカ合衆国の作曲家、ピアニスト（+ 1959年）
- 7月10日 - 金丸重嶺、 日本の写真家（+ 1977年）
- 7月13日 - ジョージ・ルイス、 アメリカ合衆国のクラリネット奏者（+ 1969年）
- 7月13日 - ロス・アンデスのテレサ、 チリのカルメル会修道女、カトリック教会の聖人（+ 1920年）
- 7月15日 - 永野重雄、 日本の実業家。新日本製鐵会長・日本商工会議所会頭（+ 1984年）
- 7月16日 - 山田無文、 日本の禅僧（+ 1988年）
- 7月18日 - ナタリー・サロート、 フランスの小説家・劇作家（+ 1999年）
- 7月21日 - 鄧雨賢、日本統治時代の台湾の作曲家（+ 1944年）
- 7月23日 - 中村貞以、 日本の日本画家（+ 1982年）
- 7月24日 - ゼルダ・セイヤー、 アメリカ合衆国の作家（+ 1948年）
- 7月25日 - 石坂洋次郎、 日本の作家（+ 1986年）
- 7月27日 - チャールズ・ヴィダー、 ハンガリー出身で アメリカ合衆国で活躍した映画監督（+ 1959年）
- 7月29日 - エイヴィンド・ユーンソン、 スウェーデンの小説家（+ 1976年）

### 8月
- 8月3日 - アーニー・パイル、 アメリカ合衆国のジャーナリスト（+ 1945年）
- 8月4日 - エリザベス・ボーズ＝ライアン、 イギリスの王妃（+ 2002年）
- 8月4日 - 田島ナビ、 日本の生前は世界最高齢の人物、19世紀生まれの最後の生存者（+ 2018年[3]）
- 8月5日 - 壺井栄、 日本の作家（+ 1967年）
- 8月6日 - ロバート・シオドマク、 ドイツ・ アメリカ合衆国の映画監督（+ 1973年）
- 8月6日 - グリゴリー・シュテルン、ソビエト連邦の軍人（+ 1941年）
- 8月10日 - アーサー・ポリット、 ニュージーランドの政治家、医師、陸上競技選手（+ 1994年）
- 8月11日 - アレクサンドル・モソロフ、ソビエト連邦の作曲家（+ 1973年）
- 8月11日 - チャールズ・パドック、 アメリカ合衆国の陸上競技選手（+ 1943年）
- 8月16日 - 町村金五、 日本の警視総監・政治家・北海道知事・自治大臣（+ 1992年）
- 8月19日 - ギルバート・ライル、 イギリスの哲学者（+ 1976年）
- 8月19日 - 高田博厚、 日本の彫刻家（+ 1987年）
- 8月19日 - コリーン・ムーア、 アメリカ合衆国の女優（+ 1988年）
- 8月23日 - 三好達治、 日本の詩人（+ 1964年）
- 8月23日 - エルンスト・クルシェネク、 オーストリア出身で ドイツ・ アメリカ合衆国で活躍した作曲家（+ 1991年）
- 8月24日 - ヴァーシャ・プルジーホダ、 チェコのヴァイオリニスト（+ 1960年）
- 8月25日 - ハンス・クレブス、 ドイツの科学者・医師（+ 1981年）
- 8月25日 - 石川恒太郎、 日本の歴史家（+ 1990年）
- 8月26日 - ヘルムート・ヴァルター、 ドイツの技術者（+ 1980年）
- 8月29日 - 牛島憲之、 日本の洋画家（+ 1997年）

### 9月
- 9月3日 - ウルホ・ケッコネン、 フィンランド大統領（+ 1986年）
- 9月3日 - 六代目三遊亭圓生、 日本の落語家（+ 1979年）
- 9月7日 - 松沢一鶴、 日本の競泳選手、指導者。東京都教育委員会委員長（+ 1965年）
- 9月12日 - ハスケル・カリー、 アメリカ合衆国の数学者・論理学者（+ 1982年）
- 9月13日 - 大宅壮一、 日本のジャーナリスト（+ 1970年）
- 9月14日 - 安藤楢六、 日本の実業家。小田急電鉄初代社長（+ 1984年）
- 9月14日 - アンドレイ・ウラソフ、ソビエト連邦の軍人（+ 1946年）
- 9月17日 - J・ウィラード・マリオット、 アメリカ合衆国の実業家。マリオット・インターナショナル創業者（+ 1985年）
- 9月18日 - シウサガル・ラングーラム、 モーリシャスの初代首相（+ 1985年）
- 9月20日 - ウーノ・クラミ、 フィンランドの作曲家（+ 1961年）
- 9月20日 - 立石一真、 日本の実業家。オムロン創業者（+ 1991年）
- 9月22日 - ポール・エメット、 アメリカ合衆国の化学工学者（+ 1985年）
- 9月23日 - ルイーズ・ネヴェルソン、 ウクライナの彫刻家（+ 1988年）
- 9月27日 - 戸坂潤、 日本の哲学者（+ 1945年）
- 9月27日 - 堀内豊秋、 日本の軍人（+ 1948年）
- 9月27日 - ミゲル・アレマン、 メキシコの政治家。46代メキシコ合衆国大統領。（+ 1983年）

### 10月
- 10月2日 - 只野直三郎、 日本の政治家（+ 1984年）
- 10月5日 - 平澤興、 日本の医学者・京都大学第16代総長（+ 1989年）
- 10月5日 - 中山義秀、 日本の小説家（+ 1969年）
- 10月5日 - 謝冰心、 中国の詩人、小説家（+ 1999年）
- 10月7日 - ハインリヒ・ヒムラー、ナチスドイツの政治家（+ 1945年）
- 10月8日 - 藤間勘祖 (2世)、藤間流宗家の舞踏家（+ 1990年）
- 10月8日 - フレデリック・ムースブラッガー、 アメリカ合衆国の軍人（+ 1974年）
- 10月10日 - ヘレン・ヘイズ、 アメリカ合衆国の俳優（+ 1993年）
- 10月14日 - W・エドワーズ・デミング、 アメリカ合衆国の統計学者・著述家（+ 1993年）
- 10月15日 - マーヴィン・ルロイ、 アメリカ合衆国の映画監督・映画プロデューサー（+ 1987年）
- 10月15日 - 池谷信三郎、 日本の小説家・劇作家（+ 1933年）
- 10月16日 - 郷司浩平、 日本の実業家。日本生産性本部会長（+ 1989年）
- 10月16日 - グース・ゴスリン、 アメリカ合衆国のメジャーリーガー（+ 1971年）
- 10月16日 - エドワード・アーディゾーニ、 イギリスの画家・絵本作家（+ 1979年）
- 10月17日 - ジーン・アーサー、 アメリカ合衆国の女優（+ 1991年）
- 10月19日 - エルナ・ベルガー、 ドイツのソプラノ歌手（+ 1990年）
- 10月20日 - 赤堀四郎、 日本の生化学者（+ 1992年）
- 10月21日 - シーナカリン、 タイ王国国王、ラーマ8世（アーナンタマヒドン）およびラーマ9世（プミポンアドゥンラヤデート）の母
- 10月26日 - カリン・ボイェ、 スウェーデンの詩人、小説家（+ 1941年）
- 10月29日 - 初井しづ枝、 日本の歌人（+ 1976年）
- 10月30日 - ロドルフォ・アルフテル、 スペインの作曲家（+ 1987年）
- 10月30日 - 三宅正一、 日本の政治家・衆議院副議長（+ 1982年）
- 10月30日 - ラグナー・グラニト、 フィンランドの科学者。ハルダン・ケファー・ハートライン、ジョージ・ワルドとともに1967年度のノーベル生理学・医学賞を受賞（+ 1991年）
- 10月31日 - カル・ハバード、 アメリカ合衆国のNFL選手、メジャーリーグ審判（+ 1977年）

### 11月
- 11月1日 - 美濃部洋次、 日本の官僚（+ 1953年）
- 11月3日 - アドルフ・ダスラー、 ドイツの実業家。アディダスの創業者（+ 1978年）
- 11月5日 - ナタリー・シェイファー、 アメリカ合衆国の女優（+ 1991年）
- 11月5日 - エスリン・トレワヴァス、 イギリスの魚類学者（+ 1993年）
- 11月7日 - エフレム・クルツ、ロシア系アメリカ人の指揮者（+ 1995年）
- 11月8日 - マーガレット・ミッチェル、 アメリカ合衆国の小説家（+ 1949年）
- 11月11日 - ヒュー・スコット、 アメリカ合衆国の政治家・弁護士（+ 1994年）
- 11月11日 - ハリナ・コノパッカ、 ポーランドの円盤投げ選手（+ 1989年）
- 11月14日 - アーロン・コープランド、 アメリカ合衆国の作曲家（+ 1990年）
- 11月16日 - エリシュカ・ユンコヴァー、 チェコのレイーシングドライバー（+ 1994年）
- 11月25日 - ルドルフ・フェルディナント・ヘス、ナチスドイツの軍人。アウシュビッツ収容所所長。（+ 1947年）
- 11月26日 - 矢川徳光、 日本の教育学者（+ 1982年）
- 11月28日 - 溝渕増巳、 日本の政治家・高知県知事（+ 1984年）
- 11月29日 - 枢軸サリー、第二次世界大戦にドイツによって連合国向けに行われたプロパガンダ放送で、アナウンサーを務めた女性の、連合軍における通称。 アメリカ合衆国出身。（+ 1988年）

### 12月
- 12月2日 - 由起しげ子、 日本の作家（+ 1969年）
- 12月3日 - リヒャルト・クーン、 オーストリア・ ドイツの生化学者・ノーベル化学賞受賞者（+ 1967年）
- 12月6日 - ジョージ・ウーレンベック、 アメリカ合衆国の物理学者（+ 1988年）
- 12月6日 - 時枝誠記、 日本の言語学者（+ 1967年）
- 12月6日 - 中村是好、 日本の俳優（+ 1989年）
- 12月6日 - 脇村義太郎、 日本の経済学者（+ 1997年）
- 12月6日 - アグネス・ムーアヘッド、 アメリカ合衆国の女優（+ 1974年）
- 12月11日 - 笠信太郎、 日本のジャーナリスト（+ 1967年）
- 12月12日 - 尾形亀之助、 日本の詩人（+ 1942年）
- 12月14日 - ファン・ダリエンソ、 アルゼンチンタンゴのヴァイオリン奏者（+ 1976年）
- 12月16日 - 鳥取春陽、 日本の街頭演歌師（+ 1932年）
- 12月16日 - ルドルフ・ディールス、 ドイツの警察官僚。
- 12月17日 - 勅使河原蒼風、 日本の生け花作家（+ 1979年）
- 12月17日 - カティーナ・パクシヌー、 ギリシャの女優（+ 1973年）
- 12月20日 - タチヤーナ・マーヴリナ、 ロシアの画家（+ 1996年）
- 12月20日 - ギャビー・ハートネット、 アメリカ合衆国のメジャーリーガー（+ 1972年）
- 12月22日 - ジョン・クラーク・スレイター、 アメリカ合衆国の理論物理学者（+ 1976年）
- 12月22日 - アラン・ブッシュ、 イギリスの作曲家・ピアニスト・指揮者（+ 1995年）
- 12月23日 - マリー・ベル、 フランスの舞台女優、映画女優、劇場支配人（+ 1985年）
- 12月24日 - 佐々木更三、 日本の政治家、日本社会党委員長（+ 1985年）
- 12月26日 - 稲垣足穂、 日本の詩人（+ 1977年）
- 12月28日 - カール・フォン・ガラグリ、 ハンガリーのヴァイオリニスト・指揮者（+ 1984年[4]）
- 12月28日 - 久保栄、 日本の劇作家・演出家（+ 1958年）
- 12月28日 - テッド・ライオンズ、 アメリカ合衆国のメジャーリーガー（+ 1986年）

### 誕生日不明
- 誕生日不明 - ウィリアム・モリス・バイオフ、アメリカの犯罪者でハリウッドに進出したギャングスター（+ 1955年11月04日）
- 誕生日不明 - ウー・ソオ、ビルマ（現ミャンマー）の政治家（+ 1948年05月08日）
- 誕生日不明 - コンスタンチン・コンスタンチノヴィチ・サラジェフ、作曲家、音楽理論家（+ 194?年??月??日）
- 誕生日不明 - ジョン・スカリーゼ、アメリカのギャングスター（+ 1929年5月7日）
- 誕生日不明 - 阿久津正蔵、日本の陸軍軍人。陸軍主計将校として陸軍主計大佐に至る（+ 1988年02月12日）
- 誕生日不明 - 愛宕通英、日本の光学兵器設計者、カメラ設計者（+ 1974年01月??日）
- 誕生日不明 - 王小亭、中国系アメリカ人のカメラマン・映画撮影技師である（+ 1981年03月09日）
- 誕生日不明 - 岡田五作、日本の牧師。日本聖書神学校の創設者で初代校長（+ 1977年12月23日）
- 誕生日不明 - 額田長、日本の剣道家、居合道家。段位称号は剣道範士八段、居合道範士九段（+ 1984年05月31日）
- 誕生日不明 - 吉村巌、日本の造園家。金剛山公園計画第1回計画（上原敬二らと、1930年、景勝地経営論序説（+ 1970年??月??日）
- 誕生日不明 - 吉田賢抗、漢文学者（+ 1995年04月28日）
- 誕生日不明 - 原田與作、第6代札幌市長（在任1959年〜1971年。3期）（+ 1979年02月02日）
- 誕生日不明 - 向井一男、日本の囲碁棋士。愛媛県出身、田坂信太郎門下、方円社、日本棋院所属、八段（+ 1969年01月24日）
- 誕生日不明 - 江戸家猫三、寄席芸人。本名は、中田しげる（漢字表記不明）（+ 1989年06月13日）
- 誕生日不明 - 手塚粲、日本の写真家。丹平写真倶楽部のメンバー（+ 1986年05月14日）
- 誕生日不明 - 松浦栄_(法学者)、日本の法学者、警察官僚、衆議院議員（当選1回）。専門は行政法（+ 1990年05月03日）
- 誕生日不明 - 田中隆三_(編集者)、日本の編集者。『鉄道ピクトリアル』を発行する電気車研究会の初代社長であり、元鉄道省職員である（+ 1991年02月22日）
- 誕生日不明 - 唐沢弘光、撮影技師、映画監督（+ 1980年??月??日）
- 誕生日不明 - 梅本貞雄、長崎市生まれの写真史家。1920年代から日本の写真の歴史の研究を行い、日本初の写真史家といわれる（+ 1961年09月22日）
- 誕生日不明 - 福井慶三、昭和期の実業家（+ 1987年12月24日）
- 誕生日不明 - 平尾道雄、日本の歴史家、郷土史家（+ 1979年05月17日）
- 誕生日不明 - 野平省三、日本の騎手、調教師である。宮内省下総御料牧場などの牧夫を経て騎手兼調教師に転じ、ウアルドマインで第2回横濱農林省賞典四歳呼馬（現・皐月賞）に優勝（+ 1974年08月07日）
- 誕生日不明 - 李振武、韓国の独立運動家。雅名は星霜（+ 1934年05月18日）

## 死去

### 1月
- 1月5日 - 秋月悌次郎、武士（* 1824年）
- 1月19日 - マーティ・バーゲン、 アメリカ合衆国のメジャーリーガー（* 1871年）
- 1月20日 - ジョン・ラスキン、 イギリスの評論家・美術評論家（* 1819年）
- 1月21日 - エドゥアール・リウー、 フランスのイラストレーター・画家（* 1833年）
- 1月21日 - フランツ・フォン・テック、 イギリス王室のメアリー・アデレード・オブ・ケンブリッジと結婚した オーストリアの貴族（* 1837年）
- 1月22日 - デイビッド・エドワード・ヒューズ、 イギリスの発明家（* 1831年）
- 1月28日 - ハンス・ブルノ・ガイニッツ、 ドイツの地質学者・古生物学者（* 1814年）
- 1月29日 - 本多康直、 日本の官僚・大審院判事（* 1856年）
- 1月31日 - ジョン・ダグラス (第9代クイーンズベリー侯爵)、 イギリスの貴族。近代ボクシングのルールを定めた「クイーンズベリー・ルール」の制定に貢献（* 1844年）

### 2月
- 2月3日 - デイヴィッド・マッケンドリー・キー、 アメリカ合衆国の政治家。第30代アメリカ合衆国郵政長官（* 1824年）
- 2月3日 - オトカル・ノヴァーチェク、 ハンガリー出身の チェコ系のヴァイオリニスト・作曲家（* 1866年）
- 2月6日 - ウィリアム・ウィルソン・ハンター、 スコットランド出身のインド高等文官、歴史学者（* 1840年）
- 2月9日 - リチャード・トンプソン、 アメリカ合衆国の政治家。第27代アメリカ合衆国海軍長官（* 1809年）
- 2月15日 - 佐藤信寛、武士（* 1816年）
- 2月15日 - ロベルト・ルター、 ドイツの天文学者（* 1822年）
- 2月26日 - 品川弥二郎、武士・政治家・内務大臣（* 1843年）

### 3月
- 3月6日 - カール・ベヒシュタイン、 ドイツのピアノ製造技師。ピアノメーカー、ベヒシュタインの創業者（* 1826年）
- 3月6日 - ゴットリープ・ダイムラー、 ドイツの技術者（* 1834年）
- 3月8日 - 外山正一、 日本の教育家・文学者・社会学者（* 1848年）
- 3月9日 - 小島鹿之助、天然理心流門徒（* 1830年）
- 3月10日 - カール・ドップラー、 オーストリアの指揮者・作曲家・フルート奏者（* 1825年）
- 3月10日 - ヨハン・ペーター・エミリウス・ハートマン、 デンマークの作曲家（* 1805年）
- 3月15日 - 南部信民、七戸藩藩主（* 1833年）
- 3月19日 - シャルル＝ルイ・アノン、 フランスのピアノ教師・オルガニスト（* 1819年）
- 3月20日 - 島田魁、新選組諸士取調役兼観察方（* 1828年）
- 3月26日 - アイザック・メイアー・ワイズ、 チェコ出身の アメリカ合衆国のラビ（* 1819年）
- 3月28日 - ピート・ジュベール、トランスヴァール共和国(後の 南アフリカ共和国)の政治家、軍人

### 4月
- 4月5日 - ジョゼフ・ベルトラン、 フランスの数学者（* 1822年）
- 4月7日 - フレデリック・エドウィン・チャーチ、 アメリカ合衆国の画家（* 1826年）
- 4月25日 - 二代目月亭文都、落語家（* 1843年）
- 4月30日 - ジョージ・キャンベル (第8代アーガイル公爵)、 イギリスの政治家、貴族（* 1823年）

### 5月
- 5月5日 - イヴァン・アイヴァゾフスキー、 ウクライナ生まれの帝政 ロシアの画家（* 1817年）
- 5月5日 - デニー・マックナイト、 アメリカ合衆国のメジャーリーグ監督（* 1848年）
- 5月13日 - ヘルマン・レーヴィ、 ドイツの指揮者（* 1839年）
- 5月18日 - フェリックス・ラヴェッソン、 フランスの哲学者、考古学（* 1813年）
- 5月28日 - ジョージ・グローヴ、 イギリスの音楽学者・音楽評論家（* 1820年）

### 6月
- 6月2日 - サモリ・トゥーレ、サモリ帝国（英語版）（1878年 - 1898年）の創始者（* 1830年頃）
- 6月3日 - メアリー・キングスリー、 イギリスの著作家および探検家（* 1862年）
- 6月5日 - スティーヴン・クレイン、 アメリカ合衆国の作家・詩人（* 1871年）
- 6月12日 - 大築尚志、 日本の軍人（* 1835年）
- 6月19日 - ヨゼフィーネ・フォン・バーデン、ホーエンツォレルン＝ジグマリンゲン侯カール・アントンの妃（* 1813年）
- 6月29日 - 臥雲辰致、 日本の発明家（* 1842年）

### 7月
- 7月29日 - ウンベルト1世、イタリア王国国王（* 1844年）
- 7月29日 - ヘンリー・スペンサー・アシュビー、 イギリスの実業家・書誌学者（* 1834年）
- 7月30日 - アルフレート、ザクセン＝コーブルク＝ゴータ公（* 1844年）

### 8月
- 8月4日 - ジェイコブ・ドルソン・コックス、 アメリカ合衆国の法律家、政治家。第10代アメリカ合衆国内務長官（* 1828年）
- 8月4日 - イサーク・レヴィタン、 ロシアの画家（* 1860年）
- 8月7日 - ヴィルヘルム・リープクネヒト、 ドイツの政治家で、ドイツ社会民主党の創立者の一人。（* 1826年）
- 8月11日 - 初代三遊亭圓朝、落語家（* 1839年）
- 8月12日 - ジェームズ・エドワード・キーラー、 アメリカ合衆国の天文学者（* 1857年）
- 8月12日 - ヴィルヘルム・シュタイニッツ、オーストリア帝国のプラハ（現在の チェコの首都）出身の初代チェス世界チャンピオン（* 1836年）
- 8月13日 - ウラジーミル・ソロヴィヨフ、 ロシアの哲学者、文明批評家（* 1853年）
- 8月14日 - 馬建忠、清末の思想家・外交官・言語学者（* 1845年）
- 8月14日 - 王懿栄[要出典]、清末の金石学者（* 1845年）
- 8月16日 - エッサ・デ・ケイロス、 ポルトガルの小説家、弁護士、ジャーナリスト、外交官（* 1845年）
- 8月19日 - ジャン＝バティスト・アッコーライ、 ベルギー出身の フランスのヴァイオリニスト・指揮者・作曲家（* 1833年）
- 8月23日 - 黒田清隆、 日本の政治家・軍人・内閣総理大臣（* 1840年）
- 8月25日 - フリードリヒ・ニーチェ、ドイツ連邦・プロイセン王国の哲学者・古典文献学者・思想家（* 1844年）
- 8月26日 - 飯田武郷、国学者（* 1828年）
- 8月29日 - ヘンリー・シジウィック、 イギリスの哲学者・倫理学者（* 1838年）

### 9月
- 9月27日 - アルバート・ベルンハルト・フランク、 ドイツの植物学者・菌類学者（* 1839年）
- 9月30日 - 和泉要助、 日本の発明家（* 1829年）

### 10月
- 10月9日 - ハインリヒ・フォン・ヘルツォーゲンベルク、 オーストリアの貴族・作曲家・指揮者・音楽教師（* 1843年）
- 10月15日 - ズデニェク・フィビフ、 チェコの作曲家（* 1850年）
- 10月22日 - ジョン・シャーマン、 アメリカ合衆国の政治家（* 1823年）
- 10月28日 - フリードリヒ・マックス・ミュラー、 ドイツの東洋学者・比較言語学者・比較神話学者（* 1823年）

### 11月
- 11月2日 - 大西祝、 日本の哲学者（* 1864年）
- 11月22日 - アーサー・サリヴァン、 イギリスの作曲家（* 1842年）
- 11月22日 - 仁礼景範、 日本の軍人（* 1831年）
- 11月30日 - オスカー・ワイルド、 アイルランド出身の作家・劇作家（* 1854年）

### 12月
- 12月21日 - 伊東長トシ、岡田藩藩主（* 1844年）

## その他
- Network Time Protocolで使用している時間表記の起点は1900年1月1日00時00分00秒(UTC)となっている。
- Microsoft Excelの1900年うるう日問題
- グレゴリオ暦（現代の暦）とユリウス暦（旧暦）のずれが13日に広がった[注釈 3]。グレゴリオ暦2月28日は、ユリウス暦では2月16日である（12日のずれ）。グレゴリオ暦3月1日〜3月13日は、ユリウス暦2月17日〜2月29日に相当する。グレゴリオ暦3月14日は、ユリウス暦では3月1日である（13日のずれ）。